# 19e régiment d'artillerie
Pour les articles homonymes, voir 19e régiment.
Le 19e régiment d'artillerie  (19e RA) est une unité d'artillerie de l'armée française créée en 1860 et dissoute en 1997.

## Création et différentes dénominations
- 1860 : 19e régiment d'artillerie à cheval
- 1872 : 19e régiment d'artillerie
- 1883 : 19e régiment d'artillerie de campagne (19e RAC)
- 1924 : 19e régiment d'artillerie divisionnaire
- 1940 : dissous
- 1997 : dissous

## Chefs de corps
- 1er avril 1860 : Philippe Antoine Justin Joly-Frigola
- 19 août 1868 : Louis Ernest Schneegans
- 31 décembre 1872 : Nicolas Jean Baptiste Bonvalet
- 1874 : Émile Joseph Bedoin[1]
- 1880 : colonel de Latouche
- 1885 : colonel Audoy
- 1888 : colonel Coillot
- 1895 : colonel Moriau
- 1896 : colonel Lèques
- 1898 : colonel Verchère
- 1914 : colonel Falques

## Historique des garnisons, combats et batailles

### Second Empire
C'est l'ancien 2e régiment d'artillerie, qui, après avoir porté le titre de 15e régiment d'artillerie à cheval de 1854 à 1860, prend le no 19 sous le nom de « 19e régiment d'artillerie à cheval » à l'organisation du 18 février 1860. 
En garnison à Toulouse, le « 19e régiment d'artillerie à cheval » quitte La Ville Rose pour aller à Bourges en 1861, à Vincennes en 1865 et à Valence en 1868. 
Durant la guerre franco-prussienne de 1870, les batteries du régiment sont partagées entre plusieurs armées :
- A l'armée du Rhin ou durant la bataille de Frœschwiller-Wœrth, la 8e batterie de mitrailleuses soutient les charges des cuirassiers. Pendant le siège de Metz, les batteries combattent aux batailles de Rezonville, de Saint-Privat et de Noisseville.
- A l'armée de Châlons, elles assistent aux batailles de Beaumont, de Bazeilles et de Sedan
- Pour la défense de Paris, elle se trouvent aux batailles de Châtillon (13e batterie) et de La Malmaison en 1870
- A l'armée de la Loire, elles assistent aux batailles de Coulmiers, de Beaune-la-Rolande (), d'Artenay, de Chevilly[2] et d'Orléans en 1870[3]
- A l'armée de l'Est elle se trouvent au combat d'Arcey et à la bataille d'Héricourt en 1871

### 1871 à 1914
Le 20 avril 1872 il cesse d'être régiment à cheval et devient le « 19e régiment d'artillerie ». Il verse 2 batteries à cheval au 2e régiment d'artillerie, 1 batterie au 4e régiment d'artillerie, 1 batterie au 5e régiment d'artillerie, 1 batterie au 6e régiment d'artillerie, 1 batterie au 12e régiment d'artillerie et 2 batteries au 29e régiment d'artillerie, et reçoit en échange 7 batteries à pied ou montées du 6e régiment d'artillerie et 1 batterie du 9e régiment d'artillerie. 
En 1873, il fait partie de la 15e brigade d'artillerie, et reçoit 1 batterie du 9e régiment d'artillerie et verse 1 batterie montée et ses 2 dernières batteries à cheval au 38e régiment d'artillerie.
En 1881, la 1re batterie est envoyée en Tunisie.

### Première Guerre mondiale
En casernement à Nîmes

#### Affectation
15e brigade d'artillerie (en temps de paix), artillerie de la 30e division d'infanterie (guerre).
Composition : 3 groupes de 9 batteries de 75 (36 canons). 53 officiers, 1610 troupes et 1576 chevaux. 

#### 1914
Mobilisé le 2 aout 1914 avec la mobilisation générale, l'Artillerie Divisionnaire dont fait partie le 19e se regroupe autour de Nîmes et est transporté dans la région de l'Est, autour d'Haroué en Meurthe-et-Moselle sous les ordres du colonel Falques.
Le régiment combat dans l'Artillerie Divisionnaire de la 30e division d'infanterie, du 15e corps d'armée, de la 2e armée. 

#### 1916

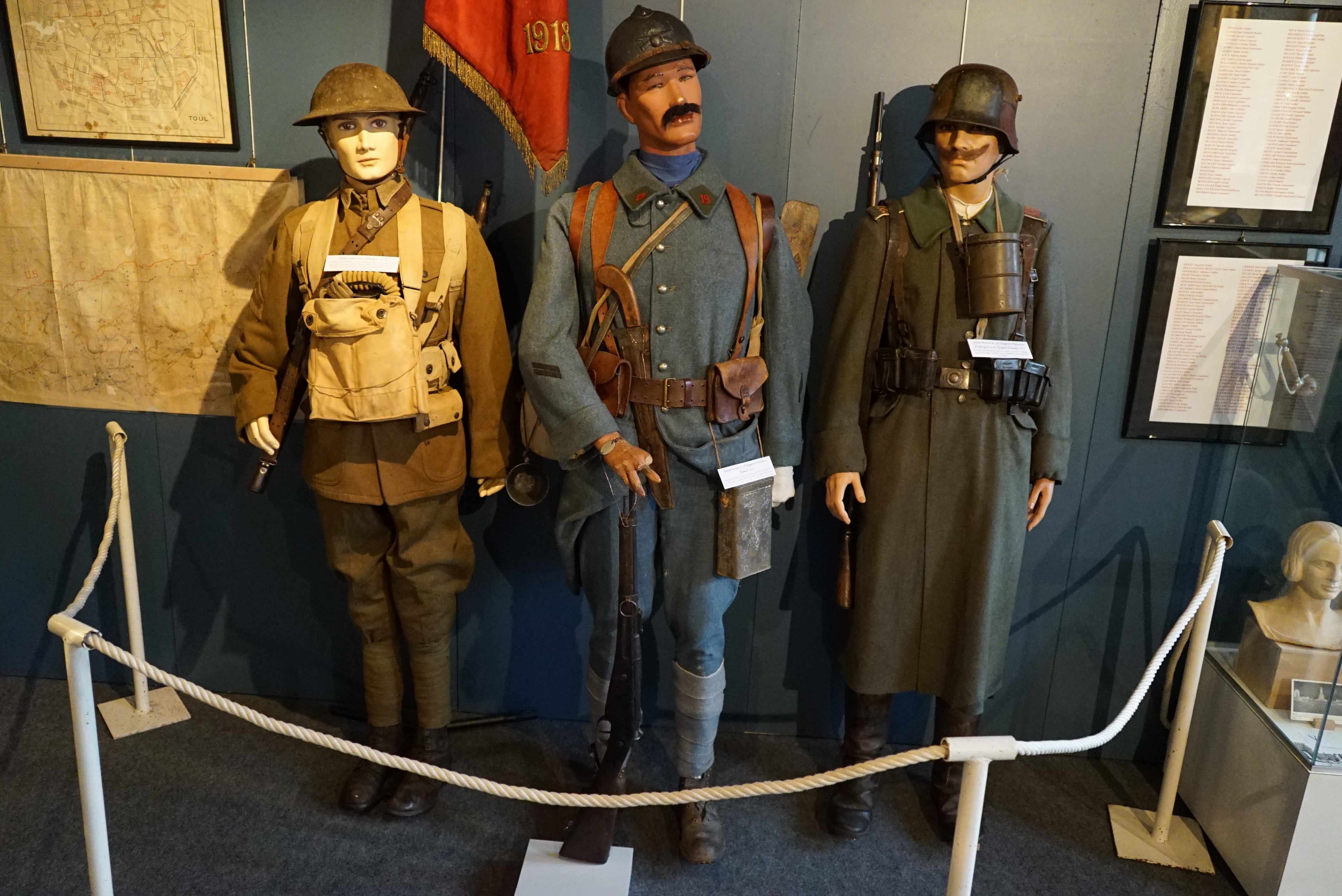
Uniforme du pendant la seconde moitié de la Guerre.

Verdun
- 23 juin : Le 19e RAC relève le 21e RAC.

#### 1917
Armée française d'Orient

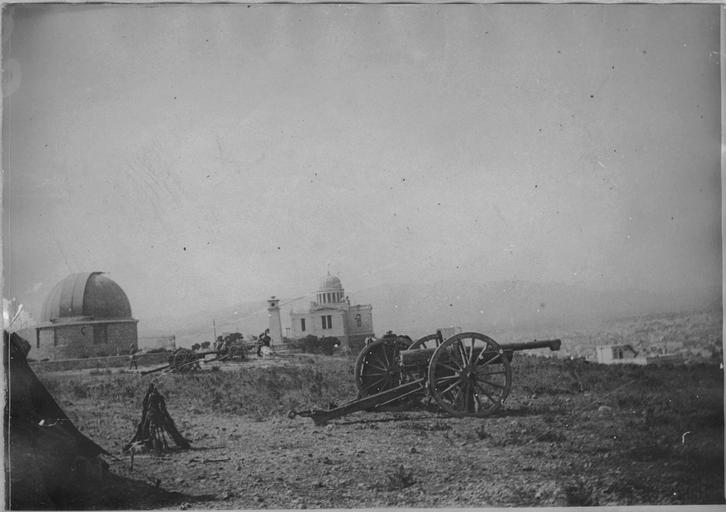
Un canon du 4e groupe du à Athènes le 26 juin 1917.

- décembre 1916 - février 1917 : La 30e division d'infanterie est relevée le 15 décembre 1916 par la 10e division d'infanterie. Elle est rattachée à l'Armée française d'Orient. Transportée par voies ferrées jusqu'à Toulouse, la division doit se réorganiser avant son départ pour Salonique. Arrivée en Grèce le 12 février 1917, la division se regroupe à 5 km au Nord-Est de Salonique pour ensuite rejoindre la réserve d'Armée sur Topein.
- mars : opération contre des Comitadjis. Un repère d'insurgés dérange les troupes de passage et harcèle certaines positions alliées. La 4e batterie du 19e prend part à l'opération du 8 au 14 mars.

### Entre-deux-guerres
Alors en garnison à Nîmes, il devient régiment d'artillerie divisionnaire le 1er janvier 1924 (19e RAD). En 1936, le régiment, toujours caserné à Nîmes, est rattaché à la 29e division d'infanterie.

### Seconde Guerre mondiale

#### Drôle de guerre
Le 19e régiment d'artillerie divisionnaire fait partie de la 18e division d'infanterie (XIe corps d'armée, 9e armée) qui est concernée par la manœuvre Dyle préparée à partir de novembre 1939 et où elle doit aller tenir un front sur la Meuse, d'Anhée à Hastière.

### De 1945 à nos jours
Il est garnison à Draguignan. De la guerre d'Algérie à 1997, il est chargé de l'instruction des nouveaux appelés.

## Étendard

Dessin du revers de l'étendard du.

Il porte, cousues en lettres d'or dans ses plis, les inscriptions suivantes :
- Sébastopol 1854-55
- Solférino 1859
- Verdun 1916
- Monastir 1917

## Personnalités ayant servi au sein du régiment
- Alexis Callies (1828-1932), qui deviendra ensuite homme politique et député d'Annecy ;
- Ferdinand Ferber (1862-1909), l'un des pionniers de l'aviation militaire française ;
- Albert Guérin (1893-1974), industriel et résistant français, compagnon de la Libération ;
- Édouard Laffon de Ladebat (1849-1925), général français.

## Devise
« Irréprochables et joyeux »

## Sources et bibliographie
- Henri Kauffert : Historique de l'artillerie française.
- 19me régiment d'artillerie,... Historique : Août 1914 à août 1919, Nîmes, Impr. la Rapide, 48 p., lire en ligne sur Gallica.
- Louis Susane : Histoire de l'artillerie Française
- Historiques des corps de troupe de l'armée française (1569-1900)